# Луково (Вонґровецький повіт)
Луково (пол. Łukowo, нім. Karpfenwasser) — село в Польщі, у гміні Вонґровець Вонґровецького повіту Великопольського воєводства.
Населення — 363 особи (2011).
У 1975-1998 роках село належало до Пільського воєводства.

## Демографія
Демографічна структура станом на 31 березня 2011 року:
|          | Загалом | Допрацездатний вік | Працездатний вік | Постпрацездатний вік |
| -------- | ------- | ------------------ | ---------------- | -------------------- |
| Чоловіки | 181     | 44                 | 121              | 16                   |
| Жінки    | 182     | 38                 | 108              | 36                   |
| Разом    | 363     | 82                 | 229              | 52                   |